# La mano di Dio
La mano di Dio (36 x 80 x 58 cm) è una scultura in marmo creata da Auguste Rodin verso il 1898, esposta a Parigi nel Musée Rodin.

## Descrizione

### Soggetto
Rodin rivoluzionò il mondo della scultura disorientando pubblico e critici. In molte opere, compresa questa, accostava parti ben definite con parti appena sbozzate e volutamente incompiute. In questa opera vi è rappresentata una grande mano, la mano di Dio, che plasma due figure, Adamo ed Eva. I due corpi, molto piccoli, nella grande mano di Dio stanno a simboleggiare come gli esseri umani sono direttamente e fragilmente legati alla volontà di Dio.

### Tecnica
La figura non è ben rifinita, i corpi sembrano prendere vita e staccarsi dalla materia sotto i nostri occhi. In alcuni punti il marmo presenta il segno degli attrezzi: nel basamento Rodin ha lasciato i buchi creati dallo scalpello e sul capo e sulla schiena di Adamo si vedono le tracce degli strumenti di lavoro.